# Distretto di Camilaca
Il distretto di Camilaca è un distretto del Perù, facente parte della provincia di Candarave, nella regione di Tacna.